# Lerrouxisme

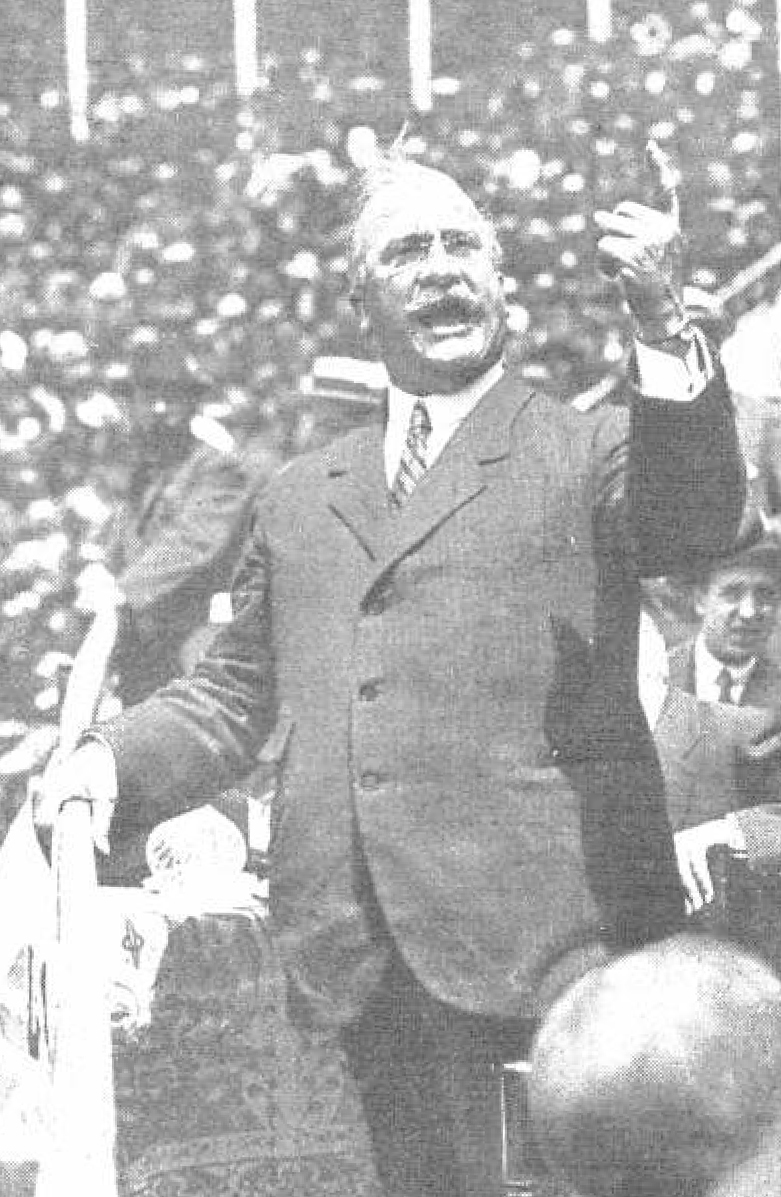
Alejandro Lerroux

El lerrouxisme és la denominació aplicada a l'ideari del republicanisme espanyolista iniciat pel polític Alejandro Lerroux els anys 1901-09 a Barcelona.
Les seves principals característiques foren l'anticlericalisme, la propaganda antimonàrquica, l'anticatalanisme com a expressió de l'espanyolisme, el populisme i una peculiar demagògia obrerista, sovint enfrontada a l'anarquisme.
El lerrouxisme significà inicialment una superació de les antigues famílies republicanes i facilità, juntament amb la Lliga Regionalista —des de l'angle conservador—, l'enfonsament el 1901 del sistema polític dels partits dinàstics al Principat i la desfeta del caciquisme electoral durant el període de la Restauració borbònica. En els seus orígens, aconseguí per al republicanisme una renovació del suport obrer i es fonamentà organitzativament en la multiplicació dels centres republicans, en la celebració de multitudinàries "meriendas fraternales" i en la creació de grups de "Jóvenes Bárbaros".

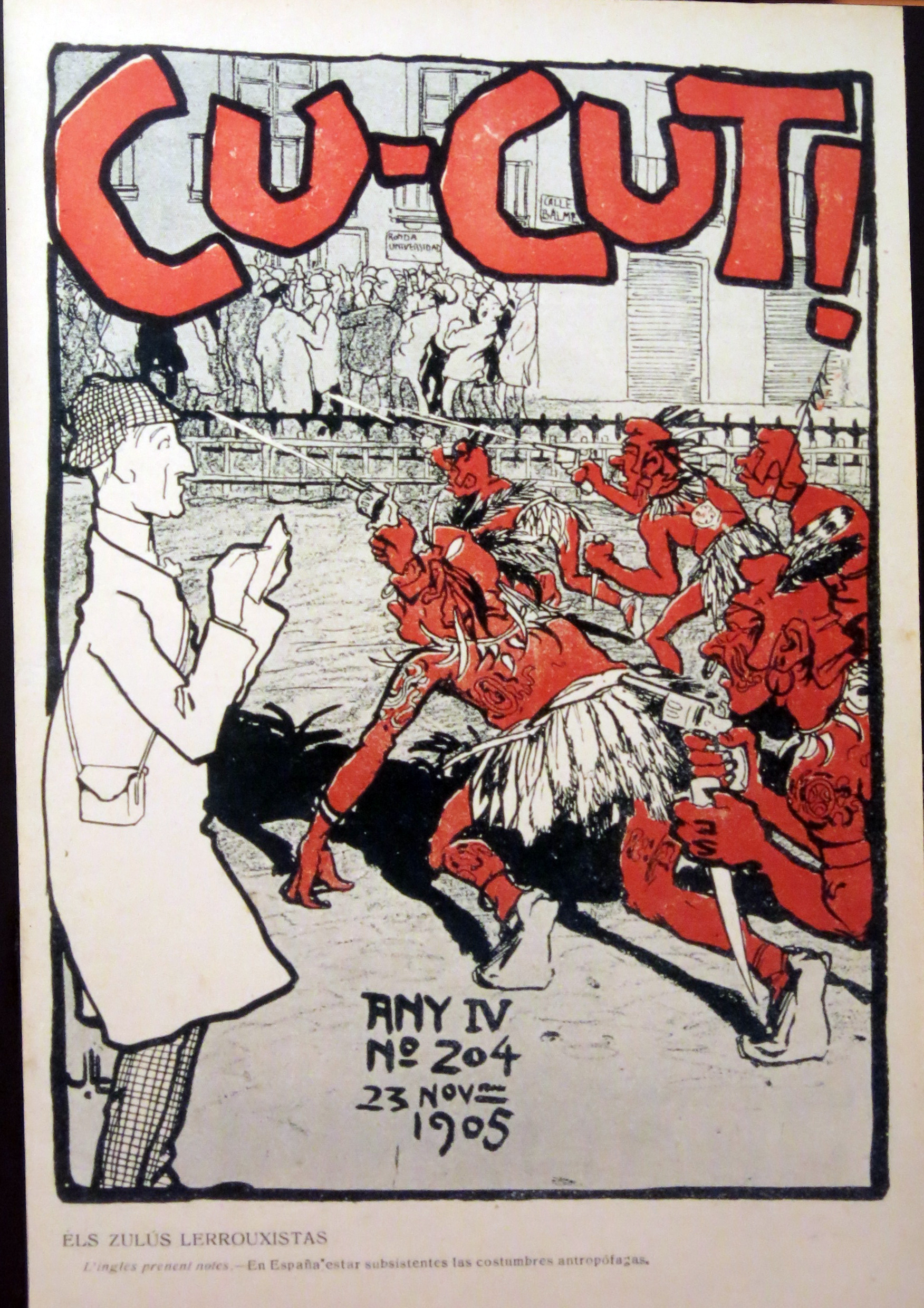
Acudit del Cucut vers els Joves lerrouxistes.L'inglès prenent notes.- en España estar subsistentes las costumbres antropófogas

El moviment Solidaritat Catalana (1906), a part de provocar indirectament l'exacerbació de l'espanyolisme de Lerroux, el dugué a la ruptura amb el republicanisme moderat que havia intentat incorporar anteriorment. Paral·lelament, el moviment Solidaritat Obrera li restà una bona part del suport de la massa treballadora. Després de la seva participació en els fets de la Setmana Tràgica del juliol del 1909, Lerroux i el Partit Republicà Radical prengueren diferents característiques i, perduda l'embranzida obrerista anterior, intentaren de configurar el partit com un partit de classe mitjana.
Si bé una part del catalanisme reaccionà amb disgust a les primeres onades migratòries de primers de segle, amb una cultura recolzada pels poders de l'estat, just el contrari que la cultura catalana, el Lerrouxisme va posar les bases d'un discurs cultural/ètnic històricament fals però encara present transversalment dins l'espanyolisme, segons el que la classe obrera i oprimida era castellanoparlant/immigrant/espanyola, mentre que l'oligarquia/burgesia era catalanoparlant/catalanista.

D'en Lerroux, l'Andreu Nin afirma:
Lerroux va ser enviat a Barcelona pel govern central per oposar-se per la creació d'un moviment republicà popular al moviment catalanista que començava a inquietar seriosament els polítics madrilenys.
L'historiador i periodista Jesús Pabón va descriure el lerrouxisme de la següent manera:
El moviment que Lerroux capitanea és espanyol, ibèric, carpetovetònic. Quatre característiques el distingeixen: l'anarquia incoherent de les idees i els propòsits; la violència del llenguatge i lacció; l'aspiració a una revolució permanent; l'afany d'una revolució sense límits.

## Connexions intel·lectuals amb el nacionalisme europeu emergent
A principis del segle xx, a Europa hi ha una confluència de diverses ideologies (nacionalisme ètnic, darwinisme social, racisme, etc.) que aniria donant forma a un nou nacionalisme de caràcter radical amb un l'hiperlideratge i cabdillisme. Per exemple, en aquest substrat ideològic previ es poden trobar les principals característiques de la futura ideologia nacionalsocialista, tot i que no apareixeria com a tal fins als anys 20 del segle xx. Aquest substrat també arribà a Espanya de mà de diversos intel·lectuals, com ara en Maeztu, amb qui en Lerroux coincidí a la redacció de El País.
Tot i això, en Maeztu refusaria la posterior formulació política d'aquest nacionalisme emergent: "No, Rebutjo el «sagrat egoisme nacional» de Mussolini. Jo, com a bon espanyol, sóc internacionalista. De Hitler rebutjo els seus prejudicis de raça. I de l'un i de l'altre, la cega exaltació de l'Estat". I potser en consonància, tot i aquestes coincidències de caràcter nacionalista, durant la Primera Guerra mundial, en Lerroux no fou germanòfil sinó que recolzà als aliats.

### Cabdillisme
Una de les característiques del nacionalisme europeu emergent és la identificació del líder amb la ideologia i el partit, així com el cabdillisme, quelcom que es pot trobar en la figura d'en Lerroux, i pel que entre altres malnoms també se l'anomena "Caudillo".
Tot i el cabdillisme, en Lerroux no refusava la democràcia com a sistema polític, com si passà en el nacionalisme europeu emergent, en el que el líder, identificat amb el poble, parlava i decidia en nom d'aquest («Un poble, un partit, un Cabdill»), i on la democràcia era vista com una perversió, atès que es considerava fàcil contaminar la voluntat de les masses.

### Lerroux, la raça i l'home nou
Com altres polítics, periodistes, i intel·lectuals del seu temps, en Lerroux esmenta en els seus articles, al·locucions, i llibres, la raça espanyola. "Alguna cosa hi ha a l'ètica de la nostra raça espanyola, de la nostra història, que ens manté encara a les altures d'una grandesa moral, i és la hidalguia", diu a España y la guerra. De fet, considera que la revolució pot ser precipitada per una raça "d'Homes nous, joves, virils, intel·ligents, entusiastes fins a l'abnegació, audaços fins a la temeritat".
Tot i no ser elements fonamentals dins el Lerrouxisme, les apelacions a la raça espanyola i a l'home nou, així com les seves característiques, són elements que es poden trobar posteriorment al nucli del nacionalcatolicisme. De fet, com alguns intel·lectuals feixistes, creu que la conquesta d'Amèrica havia esgotat la raça: "La gegantina empresa, superior a la mida dels genis, ens havia esquilmat com a país i esgotat com a raça".

### Els joves bàrbars
El lerrouxisme apel·là als joves bàrbars, com a antítesi de la civilització decadent. Per exemple, l'article "Rebeldes, rebeldes", del 1906, conté afirmacions que mostren la influència de Nietzsche i el seu Übermensch (superhome), les noves teories racistes, i el nacionalisme ètnic:
...Rebel·leu-vos contra tot: no hi ha res o gairebé res de bo. Rebel·leu-vos contra tots : no hi ha ningú o gairebé ningú just. Si us surt al camí un mosso i us diu: joves respecteu els vells, digueu-li: mosso, enterra els teus morts. on no els profanen els vius. Si us apostrofen els genis alarmats de la vostra irrupció impetuosa i ressonant. contesteu-los: som la nova vida. Adam neix una altra vegada. Porteu amb vosaltres una butxaca de respectes i un costal de faltes de respecte. El respecte immoderat crea a l'ànima gèrmens de servitud. Sigueu arrogants com si no hi hagués al món ningú ni res més fort que vosaltres. No n'hi ha. La llavor més menuda pren a l'esquerda del granit, arrela, creix, enfonsa la penya, esquinça la muntanya, esfondra el castell secular... triomfa. Sigueu imprudents, com si estiguéssiu per sobre del Destí i de la Fatalitat. Sigueu agosarats i valerosos, com si tinguéssiu lligades als vostres peus la Victòria i la Mort. Sou la vida que es renova, la natura que triomfa, el pensament que il·lumina, la voluntat que cregui, l'amor etern... Lluiteu, bella legió de rebels, per les santes destinacions. pels nobles destins d'una gran raça, d'un gran poble que mor, d'una gran pàtria que s'enfonsa...
Hi ha un paral·lelisme amb el posterior clam nacionalsocialista, que també apel·lava a la condició de bàrbars, com a sinònim de germànic i d'ari, nacionalisme ètnic, i anticlericalisme.

### El treball
L’abril del 1922, l'Adolf Hitler proclamà que entre les característiques racials, la "raça ària" considerava el treball com la base del manteniment de la comunitat, mentre que la "raça jueva" el considerava el mitjà per a l’explotació d'altres pobles. En aquella época, i de forma creixent en anys posteriors, el nacionalsocialisme alemany esdevingué un referent ideològic molt important del nacionalisme espanyol conservador. I en aquest context, el discurs lerrouxista sobre l'explotació burgesa/catalana vs. els espanyols es superposa amb les tesis nacionalsocialistes, refermant afirmacions anteriors sobre la influència semítica dins l'ètnia catalana, i fixant un marc ideològic.

## Acció social i proselitisme

### Celebracions republicanes
En Lerroux es presentà als cercles i celebracions republicanes de Barcelona, com ara a la commemoració dels Màrtirs de Sarrià contra el cop d'Estat d'en Pavia, on aniria agafant protagonisme. I emprant La Publicidad com a mitjà de promoció, i amb una retòrica que cridava a la revolució, amb els anys, el lerrouxisme acabà apropiant-se d'aquelles trobades. Acabades les celebracions, sovint hi havia dinars fraternals gratuïts. En Lerroux empraria una idealització del martiri, el sacrifici, i la revenja que, mitjançant la revolució, havien de dur a la justícia social.

### Casa del Pueblo
Havent participat en la fundació de l'Unió republicana, el 1903, en Lerroux va iniciar una política obrerista diferenciada de la del catalanisme. Així, en contrast amb els Ateneus catalans, el 1907 va fundar una Casa del Pueblo a Barcelona, a imitació de les que hi havia a diferents llocs d'Espanya, normalment relacionades amb el Partit socialista, i alhora imitant les cases del poble europees.

## Llegat
D'ençà la desaparició de Lerroux i del moviment polític propi del Partido Republicano Radical, el terme lerrouxisme s'empra per a fer referència a tota demagògia política espanyolista i anticatalana feta des d'opcions pretesament d'esquerres a Catalunyaː l'intent de confrontar obrerisme i sobiranisme català xoca amb l'internacionalisme d'esquerres clàssic basat en la fraternitat entre pobles lliures davant l'imperialisme forçat d’unes nacionalitats sobre altres. Josep Asensio defineix el lerrouxisme com "tota política feta a Catalunya en nom dels febles (els pobres, els obrers, els immigrants i fins i tot, darrerament, els indepes) amb l’objectiu, conscient o accidental, de liquidar les ànsies de llibertat dels catalans"